# Skånetrafiken

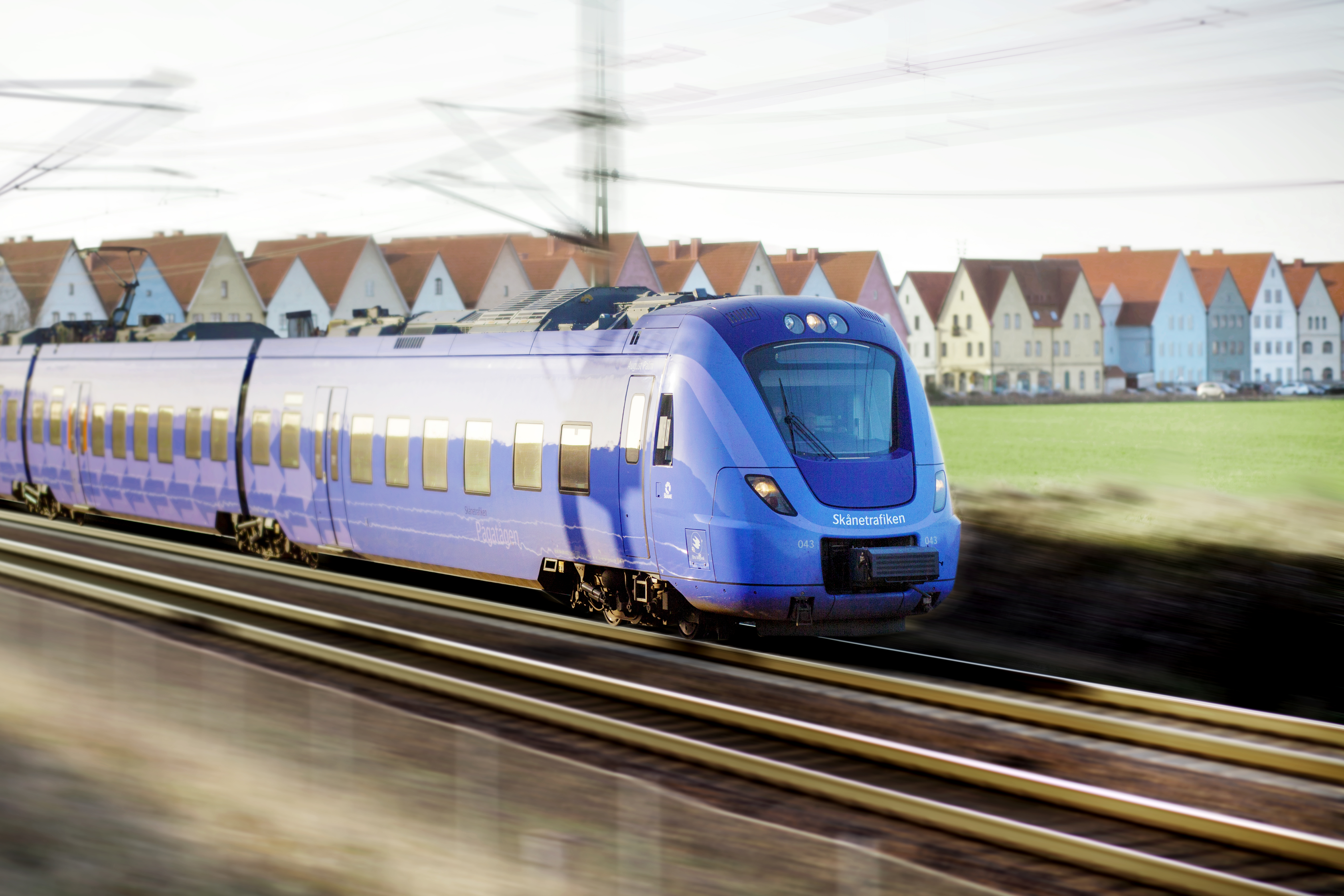
Pågatåg nr 043 (August Palm) av modell X61 utanför Jakriborg i Hjärup

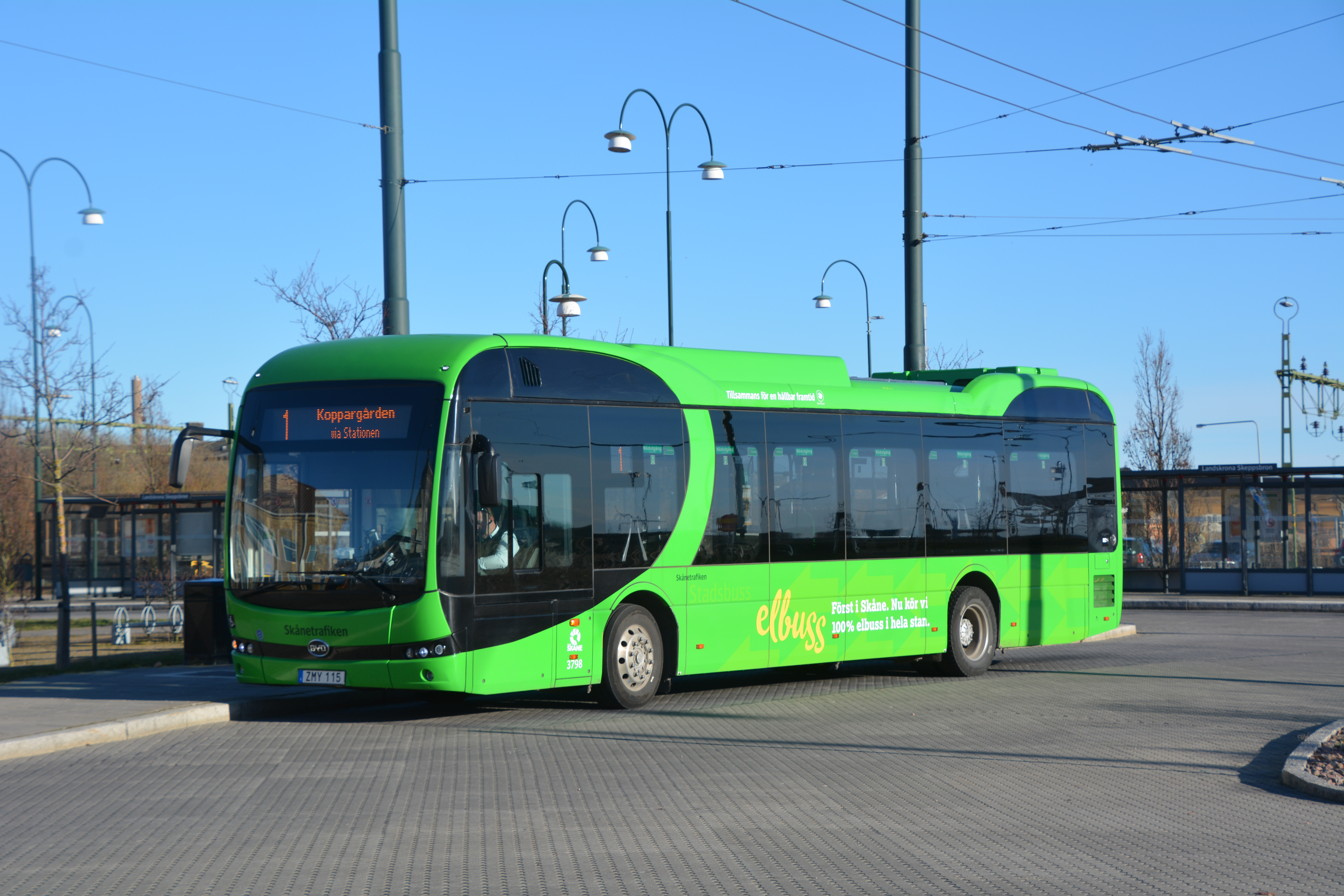
BYD elbuss i stadstrafiken i Landskrona

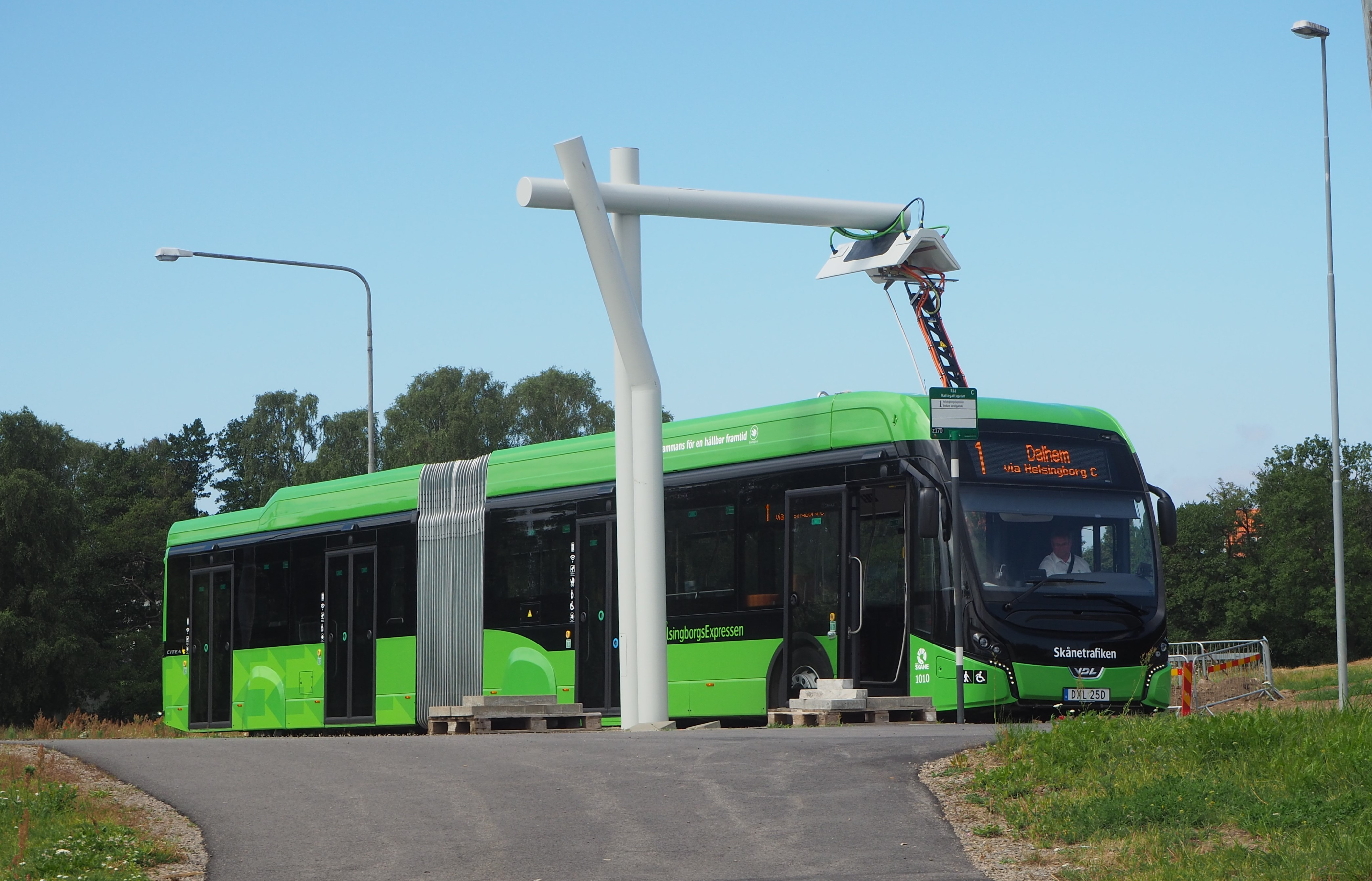
Helsingborgsexpressen, en VDL Citeo Low Floor Electic, vid laddningsstationen i Råå

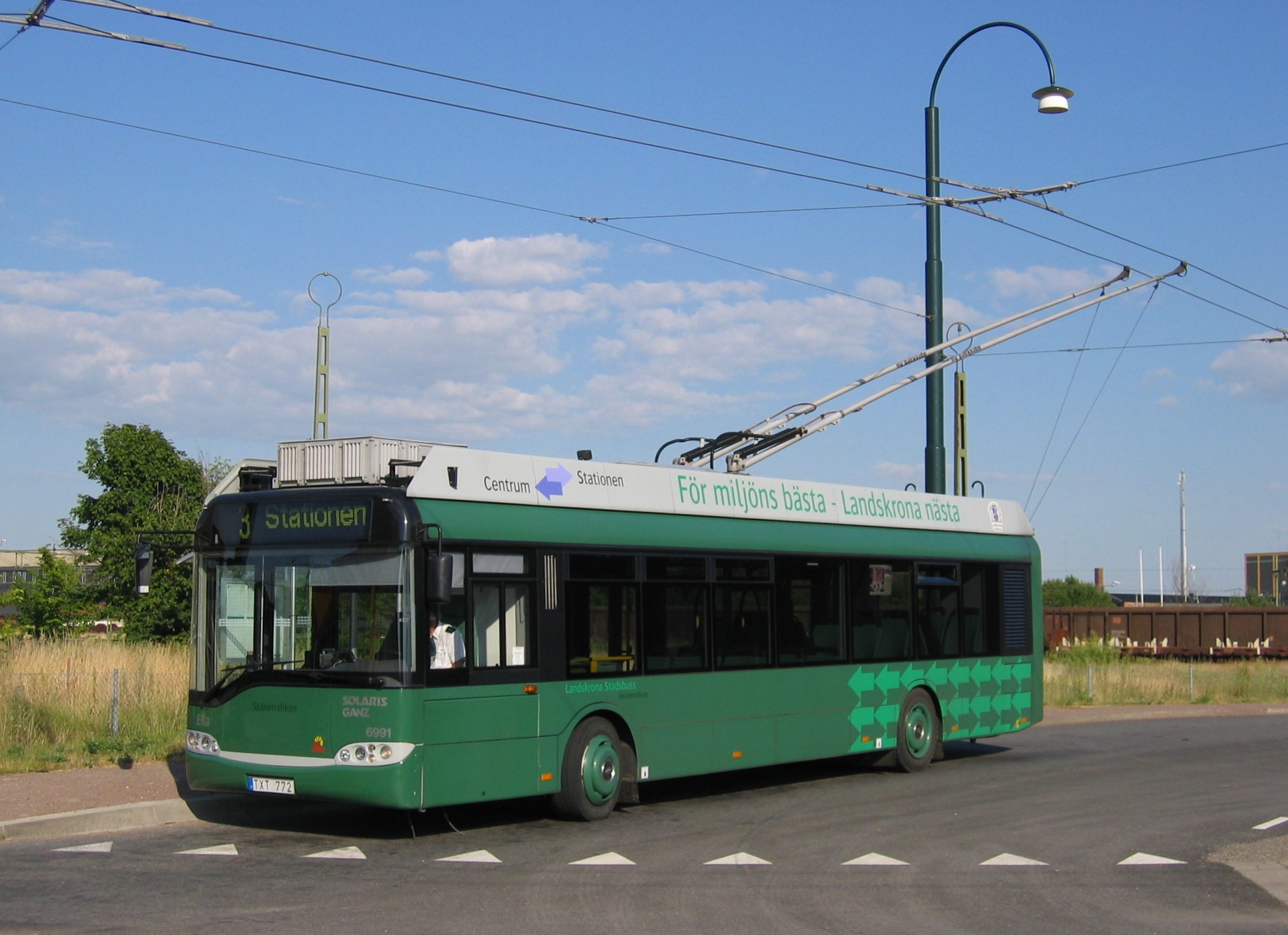
Trådbuss av modell Solaris Trollino i Landskrona

Skånetrafiken är trafikhuvudman för kollektivtrafiken inom Skåne län.  Skånetrafiken är en förvaltning inom Region Skåne. Dess uppgifter innefattar planering, upphandling och marknadsföring av kollektivtrafik i Skåne län.
Skånetrafiken har sitt huvudkontor i Hässleholm med filial i Malmö samt ett utvecklingscenter kallat Labbet på Malmö Centralstation. Skånetrafiken har kundcenter i Malmö, Lund, Kristianstad och Helsingborg.
Chef för Skånetrafiken är trafikdirektören, från och med 1 februari 2021 Maria Nyman.

## Trafik
Skånetrafiken ansvarar för tåg, spårvagnar och bussar i Skåne län. Trafiken sköts av entreprenörer.
- Pågatågen - kortväga regionaltåg inom Skåne län. Tågen stannar på fler ställen än Öresundstågen.
- Öresundstågen - långväga regionaltåg inom södra Sverige och Danmark. Sträckan i Danmark är Danska Trafikministeriets ansvar.
- Spårvägen i Lund
- Trådbussarna i Landskrona.
- Stadsbussar, inom Helsingborg, Malmö, Landskrona, Kristianstad, Lund, Eslöv, Hässleholm, Ystad, Trelleborg och Ängelholm.
- Regionbussar inom hela länet.
- Terrasshissen i Helsingborg,

Antal resenärer på Skånetrafikens tåg var 50,3 miljoner år 2019. Det avser Pågatågen och Öresundstågen tillsammans. Antal resenärer på Skånetrafikens bussar var 109,3 miljoner år 2019.
De flesta stadsbussar körs på el, biogas eller naturgas. Även regionbussarna i Malmö, Kristianstad, Lund och Helsingborg har främst bio-/naturgasdrift. I december 2021 började Skånetrafiken köra ett antal helelektriska regionbussar i den sydvästra delen av länet och fler väntas komma till Ystadstrakten under 2022.

## Historik
Organisationen bildades 1 januari 1999, två år efter att Kristianstads län och Malmöhus län slagits ihop 1997 och Region Skåne bildats efter valet 1998. Region Skåne tog då över ansvaret från de båda länstrafikbolagen (Kommunalförbundet för Malmöhus Trafik och Länstrafiken Kristianstad). 
Innan Skånetrafiken tillkom, var bussar i Kristianstads län vita med en röd bård och Länstrafikens emblem med en prästkrage halvt inskjuten från höger överkant i en röd fyrkant, vilket för den vaksamme formade om den synlige delen av den röda fyrkanten till ett L som var Kristianstads läns länsbokstav. 
I Malmöhus län var bussarna och tågen lila, med ett stiliserat M på en gås som logotyp. Malmö stad drev till 1990 trafik i egen regi i form av Malmö Lokaltrafik med gröna bussar, och stadsbussarnas färgbyte till lila framkallade en storm av protester. Därför beslutades att stadsbussar i Skånetrafikens regi skulle vara gröna, medan regionalbussar skulle vara gula. Den lila färg som varit signum för Länstrafiken Malmöhus behölls för Pågatågen.
Före 1993 hade Länstrafiken Malmöhus ett gult M i en röd boll som logotyp och man hade en grå färgsättning med röda och gula bårder på bussarna i länet.

## Färgsättning
Skånetrafikens olika färdmedel har olika färgkodning:
- Grönt - Stadsbussar, Landskronas trådbussar, Lunds spårvagnar (traditionell färg på stadsbussarna i Malmö, som före Skåne läns tillkomst organiserades av Malmö kommun)
- Gult - Regionbussar i Skåne, Pendeln, SkåneExpressen
- Lila - Pågatågen (traditionell färg på tåg och bussar körande för Länstrafiken Malmöhus)
- Grått - Öresundstågen (traditionell färg på motorvagnståg i Danmark)
- Rött - Färg för tidtabeller och andra publikationer.
- Blått - Färg på en resetyp. Den kallas för ”Skåneflex” och används från och med hösten 2024.